# LNB Pro A 2013-14
La LNB Pro A 2013-2014 fue la edición número 92 de la Pro A, la máxima competición de baloncesto de Francia. La temporada regular comenzó el 4 de octubre de 2013 y acabó el 10 de junio de 2014. Los ocho mejor clasificados accederían a los playoffs, mientras que el JDA Dijon Basket y el Chorale Roanne Basket descenderían a la Pro B.
El campeón sería por décima  vez en su historia el Limoges CSP tras derrotar al Strasbourg IG, finalista por segundo año consecutivo, en tres partidos.

## Equipos 2013-14
| Equipo                      | Ciudad              | Pabellón                                                  | Capacidad |
| --------------------------- | ------------------- | --------------------------------------------------------- | --------- |
| Antibes                     | Antibes             | Salle Salusse-Santoni                                     | 1300      |
| Élan sportif chalonnais     | Chalon-sur-Saône    | Le Colisée                                                | 4070      |
| Cholet Basket               | Cholet              | La Meilleraie                                             | 5191      |
| JDA Dijon                   | Dijon               | Palais des Sports Jean-Michel Geoffroy                    | 4600      |
| BCM Gravelines Dunkerque    | Gravelines          | Sportica                                                  | 3500      |
| STB Le Havre                | Le Havre            | Salle des Docks Océane                                    | 3598      |
| Le Mans Sarthe Basket       | Le Mans             | Antarès                                                   | 6003      |
| Limoges Cercle Saint-Pierre | Limoges             | Beaublanc                                                 | 6000      |
| ASVEL Basket                | Lyon – Villeurbanne | Astroballe                                                | 5643      |
| SLUC Nancy Basket           | Nancy               | Palais des Sports Jean Weille                             | 6027      |
| JSF Nanterre                | Nanterre            | Palais des Sports de Nanterre                             | 1594      |
| Orléans Loiret Basket       | Orléans             | Zénith d'Orléans                                          | 5338      |
| Paris-Levallois Basket      | Paris – Levallois   | Stade Pierre de Coubertin Palais des Sports Marcel Cerdan | 4200 3050 |
| Élan Béarnais Pau-Orthez    | Pau                 | Palais des Sports de Pau                                  | 7707      |
| Chorale Roanne Basket       | Roanne              | Halle André Vacheresse                                    | 5010      |
| Strasbourg IG               | Strasbourg          | Rhénus Sport                                              | 6200      |

## Resultados

### Temporada regular
|    | Equipo               | J  | G  | P  | PF   | PC   | Clasificación      |
| -- | -------------------- | -- | -- | -- | ---- | ---- | ------------------ |
| 1  | Strasbourg           | 30 | 20 | 10 | 2363 | 2231 | Playoffs           |
| 2  | Limoges              | 30 | 20 | 10 | 2317 | 2252 | Playoffs           |
| 3  | Le Mans              | 30 | 19 | 11 | 2168 | 2122 | Playoffs           |
| 4  | Nancy                | 30 | 18 | 12 | 2297 | 2178 | Playoffs           |
| 5  | Paris-Levallois      | 30 | 18 | 12 | 2295 | 2219 | Playoffs           |
| 6  | Dijon                | 30 | 18 | 12 | 2131 | 2103 | Playoffs           |
| 7  | Lyon-Villeurbanne    | 30 | 17 | 13 | 2285 | 2152 | Playoffs           |
| 8  | Chalon-sur-Saône     | 30 | 17 | 13 | 2484 | 2342 | Playoffs           |
| 9  | Nanterre             | 30 | 16 | 14 | 2319 | 2275 |                    |
| 10 | Orléans              | 30 | 16 | 14 | 2257 | 2246 |                    |
| 11 | Pau-Orthez           | 30 | 15 | 15 | 2297 | 2345 |                    |
| 12 | Gravelines-Dunkerque | 30 | 13 | 16 | 2220 | 2231 |                    |
| 13 | Cholet               | 30 | 12 | 18 | 2291 | 2404 |                    |
| 14 | Le Havre             | 30 | 9  | 21 | 2238 | 2365 |                    |
| 15 | Roanne               | 30 | 6  | 24 | 2049 | 2252 | Descienden a Pro B |
| 16 | Antibes              | 30 | 6  | 24 | 2104 | 2398 | Descienden a Pro B |

## Playoffs
|  | Cuartos de final | Cuartos de final  | Cuartos de final |         |   | Semifinales | Semifinales | Semifinales |  |   | Final      | Final | Final |  |
|  |                  |                   |                  |         |   |             |             |             |  |   |            |       |       |  |
|  |                  |                   |                  |         |   |             |             |             |  |   |            |       |       |  |
|  | 1                | Strasbourg        | 2                |         |   |             |             |             |  |   |            |       |       |  |
|  | 1                | Strasbourg        | 2                |         |   |             |             |             |  |   |            |       |       |  |
|  | 8                | Chalon-sur-Saône  | 1                |         |   |             |             |             |  |   |            |       |       |  |
|  | 8                | Chalon-sur-Saône  | 1                |         | 1 | Strasbourg  | 3           |             |  |   |            |       |       |  |
|  |                  |                   |                  |         | 1 | Strasbourg  | 3           |             |  |   |            |       |       |  |
|  |                  |                   | 4                | Nancy   | 2 |             |             |             |  |   |            |       |       |  |
|  | 4                | Nancy             | 4                | Nancy   | 2 | 2           |             |             |  |   |            |       |       |  |
|  | 4                | Nancy             |                  |         |   |             |             |             |  |   |            |       |       |  |
|  | 5                | Paris-Levallois   | 1                |         |   |             |             |             |  |   |            |       |       |  |
|  | 5                | Paris-Levallois   | 1                |         |   |             |             |             |  | 1 | Strasbourg | 0     |       |  |
|  |                  |                   |                  |         |   |             |             |             |  | 1 | Strasbourg | 0     |       |  |
|  |                  |                   | 2                | Limoges | 3 |             |             |             |  |   |            |       |       |  |
|  | 2                | Limoges           | 2                | Limoges | 3 | 2           |             |             |  |   |            |       |       |  |
|  | 2                | Limoges           |                  |         |   |             |             |             |  |   |            |       |       |  |
|  | 7                | Lyon-Villeurbanne | 0                |         |   |             |             |             |  |   |            |       |       |  |
|  | 7                | Lyon-Villeurbanne | 0                |         | 2 | Limoges     | 3           |             |  |   |            |       |       |  |
|  |                  |                   |                  |         | 2 | Limoges     | 3           |             |  |   |            |       |       |  |
|  |                  |                   | 6                | Dijon   | 2 |             |             |             |  |   |            |       |       |  |
|  | 3                | Le Mans           | 6                | Dijon   | 2 | 0           |             |             |  |   |            |       |       |  |
|  | 3                | Le Mans           |                  |         |   |             |             |             |  |   |            |       |       |  |
|  | 6                | Dijon             | 2                |         |   |             |             |             |  |   |            |       |       |  |
|  | 6                | Dijon             | 2                |         |   |             |             |             |  |   |            |       |       |  |
|  |                  |                   |                  |         |   |             |             |             |  |   |            |       |       |  |

## Líderes estadísticos
| Categoría               | Jugador        | Equipo          | Estadística |
| ----------------------- | -------------- | --------------- | ----------- |
| Puntos por partido      | Edwin Jackson  | ASVEL           | 18.0        |
| Rebotes por partido     | Randal Falker  | SLUC Nancy      | 8.0         |
| Asistencias por partido | Andrew Albicy  | BCM Gravelines  | 6.8         |
| Robos por partido       | Andrew Albicy  | BCM Gravelines  | 2.2         |
| Tapones por partido     | Randal Falker  | SLUC Nancy      | 2.1         |
| Pérdidas por partido    | Mykal Riley    | JDA Dijon       | 2.8         |
| Minutos por partido     | Andre Harris   | JDA Dijon       | 35.1        |
| TC%                     | Bangaly Fofana | STB Le Havre    | 62.8%       |
| TL%                     | Nicolas Lang   | Paris-Levallois | 95.0%       |
| 3P%                     | Darnell Harris | Orléans Loiret  | 48.2%       |

| Categoría   | Jugador         | Estadística |
| ----------- | --------------- | ----------- |
| Puntos      | Edwin Jackson   | 44          |
| Rebotes     | Sarra Camara    | 19          |
| Rebotes     | Randal Falker   | 19          |
| Asistencias | Dashaun Wood    | 15          |
| Robos       | D.J. Strawberry | 8           |
| Tapones     | Clint Capela    | 6           |
| Triples     | Ilian Evtimov   | 7           |
| Triples     | Cedrick Banks   | 7           |

## Premios
MVP francés
- Antoine Diot (Strasbourg IG)

MVP extranjero
- Randal Falker (SLUC Nancy)

Mejor anotador
- Edwin Jackson (ASVEL Basket)

Mejor jugador joven
- Clint Capela (Élan Chalon)

Mejor defensor
- Anthony Dobbins (JDA Dijon)

Jugador más mejorado
- Clint Capela (Élan Chalon)

MVP de las finales
- Alex Acker[3] (CSP Limoges)

Entrenador del año
- Jean-Louis Borg (JDA Dijon)